# Springvale South
Springvale South ist ein Stadtteil der australischen Metropole Melbourne. Er liegt etwa 28,5 km südöstlich des Stadtzentrums im Verwaltungsgebiet Greater Dandenong City. Der Stadtteil ist etwa 4,6 km² groß und hat 12.768 Einwohner (Stand 2011). Er liegt östlich von Dingley Village, südlich von Springvale, westlich von Noble Park und nördlich von Keysborough. Die Hauptverkehrsstraßen sind die Westall und die Springvale Road.
Das Postamt in Springvale South wurde am 4. November 1926 eröffnet.

## Bildung
Grundschulen:
- Springvale South Primary School
- Spring Valley Primary School

Weiterführende Schulen:
- Coomoora Secondary College
- Heatherhill Secondary College

## Sehenswürdigkeiten und erwähnenswerte Orte

### Religiöse Gebäude
Südlich von Springvales Handelszentrum, auf der Springvale Road, liegen religiöse Gebäude  unterschiedlicher Glaubensrichtungen:
- Spanish Seventh Day Adventist
- Bright Moon Buddhist Society
- Cambodian Buddhist Temple
- New Apostolic Church
- Khmer Buddhist Centre
- Vietnamese Buddhist Centre